# V8 Supercar 2001
V8 Supercar 2001, kördes över 13 omgångar, inkluderat två endurancerace. Mark Skaife blev mästare.

## Delsegrare
| Bana           | Vinnare        | Märke  | Tvåa           | Märke  | Trea           | Märke  |
| -------------- | -------------- | ------ | -------------- | ------ | -------------- | ------ |
| Phillip Island | Mark Skaife    | Holden | Craig Lowndes  | Ford   | Jason Bright   | Holden |
| Adelaide       | Jason Bright   | Holden | Russell Ingall | Holden | Steven Johnson | Ford   |
| Eastern Creek  | Mark Skaife    | Holden | Jason Bright   | Holden | Greg Murphy    | Holden |
| Hidden Valley  | Marcos Ambrose | Ford   | Jason Bright   | Holden | Mark Skaife    | Holden |
| Canberra       | Steven Johnson | Ford   | Garth Tander   | Holden | Mark Skaife    | Holden |
| Barbagallo     | Paul Radisich  | Ford   | Mark Skaife    | Holden | Greg Murphy    | Holden |
| Calder Park    | Paul Morris    | Holden | Steven Johnson | Ford   | Russell Ingall | Holden |
| Oran Park      | Mark Skaife    | Holden | David Besnard  | Ford   | Craig Lowndes  | Ford   |
| Winton         | Russell Ingall | Holden | Greg Murphy    | Holden | Mark Skaife    | Holden |
| Pukekohe       | Greg Murphy    | Holden | Mark Skaife    | Holden | Marcos Ambrose | Ford   |
| Sandown        | Todd Kelly     | Holden | Craig Lowndes  | Ford   | Marcos Ambrose | Ford   |

## Endurancerace
| Vinnare       | Märke                | Tvåor  | Märke             | Treor  | Märke            |        |
| ------------- | -------------------- | ------ | ----------------- | ------ | ---------------- | ------ |
| Ipswich 500   | Radisich / S Johnson | Ford   | Ingall / Perkins  | Holden | Murphy / T Kelly | Holden |
| Bathurst 1000 | Skaife / Longhurst   | Holden | B Jones / Cleland | Holden | Murphy / T Kelly | Holden |

## Slutställning
| Plats | Förare         | Märke  | Poäng |
| ----- | -------------- | ------ | ----- |
| 1     | Mark Skaife    | Holden | 3478  |
| 2     | Russell Ingall | Holden | 2875  |
| 3     | Jason Bright   | Holden | 2819  |
| 4     | Greg Murphy    | Holden | 2724  |
| 5     | Steven Johnson | Ford   | 2532  |
| 6     | Todd Kelly     | Holden | 2479  |
| 7     | Paul Radisich  | Ford   | 2109  |
| 8     | Marcos Ambrose | Ford   | 2086  |
| 9     | Steve Ellery   | Ford   | 2073  |
| 10    | Garth Tander   | Holden | 2047  |